# Quiscalus palustris
Quiscalus palustris é uma espécie extinta de ave passeriforme que era endêmica do México. Foi descrita cientificamente por William John Swainson em 1827.